# گلدرق (کلیبر)
گلدرق یکی از روستاهای استان آذربایجان شرقی است که در دهستان پیغان‌چایی بخش مرکزی شهرستان کلیبر واقع شده‌است.